# Heinrich Reining
Heinrich Reining (* 24. Mai 1885 in Mülheim an der Ruhr; † 29. September 1961 in Kürrenberg) war ein deutscher Ingenieur und Unternehmer. Er war Gründer und Inhaber der Peter Pfenningsberg GmbH, die 1951 die erste vollautomatische Waschmaschine unter der Marke Constructa vorstellte und damit die Haushaltstätigkeit revolutionierte.

## Leben
Reining besuchte Volksschule und Realschule in seiner Geburtsstadt und studierte nach einer Ausbildung bei Thyssen und dem Besuch der Duisburger Hüttenschule an der Technischen Hochschule Aachen.
Nach Tätigkeiten als Konstrukteur, Betriebsleiter und technischer Geschäftsführer bei verschiedenen Stahlwerken gründete er 1919 sein eigenes Unternehmen, die Heinrich Reining oHG, eine Handels- und Vertriebsgesellschaft für Spezial- und Edelstähle, in Düsseldorf. 1923 wurde das Unternehmen in die Heinrich Reining GmbH umgewandelt. In den nächsten Jahren erlangte das Unternehmen einen hervorragenden Ruf für die zuverlässige Lieferung exzellenter Edel-Stähle, die unter der Wortmarke RAXA neue Qualitäten hervorbrachten. Um die Qualität des Portfolios zu sichern, erwarb Reining 1936 die Mehrheit am Stahlwerk Reckhammer in Remscheid-Lüttringhausen. Als dieser Produktionsstandort zu klein wurde, entschloss Reining sich 1939 zum Bau einer neuen modernen Fabrikationsanlage in Düsseldorf-Oberkassel. Nachdem die Produktion während des Zweiten Weltkriegs teils zum Erliegen gekommen war, nahm Reining bereits kurz nach dem Krieg die Produktion in Oberkassel wieder auf und stellte Spezialmaschinen für die Landwirtschaft her. In den 1950er Jahren war es vor allem die bekannte „Reining-Wespe“, ein Schlepperanbaugerät, das an Traktor oder Unimog angehängt wurde und die Arbeit in der Landwirtschaft stark erleichterte.
Parallel dazu legte Reining in Nebenräumen seines Werks in Oberkassel aber bereits den Grundstein für seinen größten unternehmerischen Erfolg. Er beauftragte den bei ihm beschäftigten Konstrukteur Peter Pfenningsberg mit der Entwicklung der ersten vollautomatischen Waschmaschine Deutschlands. Im Jahr 1951 wurde für die Produktion ein eigenständiges Unternehmen unter der Firma Maschinenfabrik Peter Pfenningsberg GmbH in den Räumen seiner Landmaschinenfertigung in Oberkassel gegründet. Die Constructa-Waschmaschine wurde eines der Symbole des deutschen Wirtschaftswunders.
Ab 1954 war die Heinrich Reining GmbH Alleingesellschafterin der Maschinenfabrik Peter Pfenningsberg GmbH. Nicht nur das Produkt selbst war fortschrittlich, sondern auch die Fließbandproduktion und die Werbung. Aber vor allem der Aufbau eines flächendeckenden bundesweiten Kundendienstes war ein Novum für die damalige Zeit. Trotz des Baus einer neuen modernen Montagehalle in Oberkassel konnte die Nachfrage nicht gedeckt werden, und so errichtete Reining im Alter von fast 73 Jahren 1958 in Lintorf die größte Spezialfabrik für Waschmaschinen Deutschlands. Aus dem Betrieb für Landmaschinenfertigung mit 200 Mitarbeitern war in weniger als zehn Jahren Europas führender Waschmaschinenhersteller mit über 3.500 Mitarbeitern und einem Marktanteil in Deutschland von 80 % geworden. Neben der Constructa gehörten zur Heinrich Reining GmbH außerdem noch rund 1.000 Mitarbeiter in der Edelstahlhandelsgesellschaft Raxa Export Union, Edelstahlwerk Reckhammer und der 1956 erworbenen Zahnradfabrik Velbert.
Reining, mittlerweile über 75 und ohne Nachfolger, verkaufte das seit dem 8. Februar 1961 als Constructa-Werke GmbH firmierende Unternehmen zum 30. Juni 1961 an Siemens. Noch im gleichen Jahr starb Reining an einem Herzinfarkt auf der Jagd in seinem Jagdrevier in der Eifel, wo ein Weg nach ihm benannt wurde. Im Zuge der Stahlkrise meldete die Heinrich Reining GmbH 1980 Konkurs an.